# Zygomyia valepedro
Zygomyia valepedro är en tvåvingeart som beskrevs av Chandler 1991. Zygomyia valepedro ingår i släktet Zygomyia och familjen svampmyggor.
Artens utbredningsområde är Sri Lanka. Inga underarter finns listade i Catalogue of Life.